# Rotbrustfischer
Der Rotbrustfischer (Megaceryle torquata) ist der größte Eisvogel auf dem amerikanischen Kontinent; von der in ihrem Ursprungsgebiet unverwechselbaren Art werden drei Unterarten beschrieben. Gelegentlich wird als wissenschaftlicher Name auch Ceryle torquatus genannt.

## Merkmale

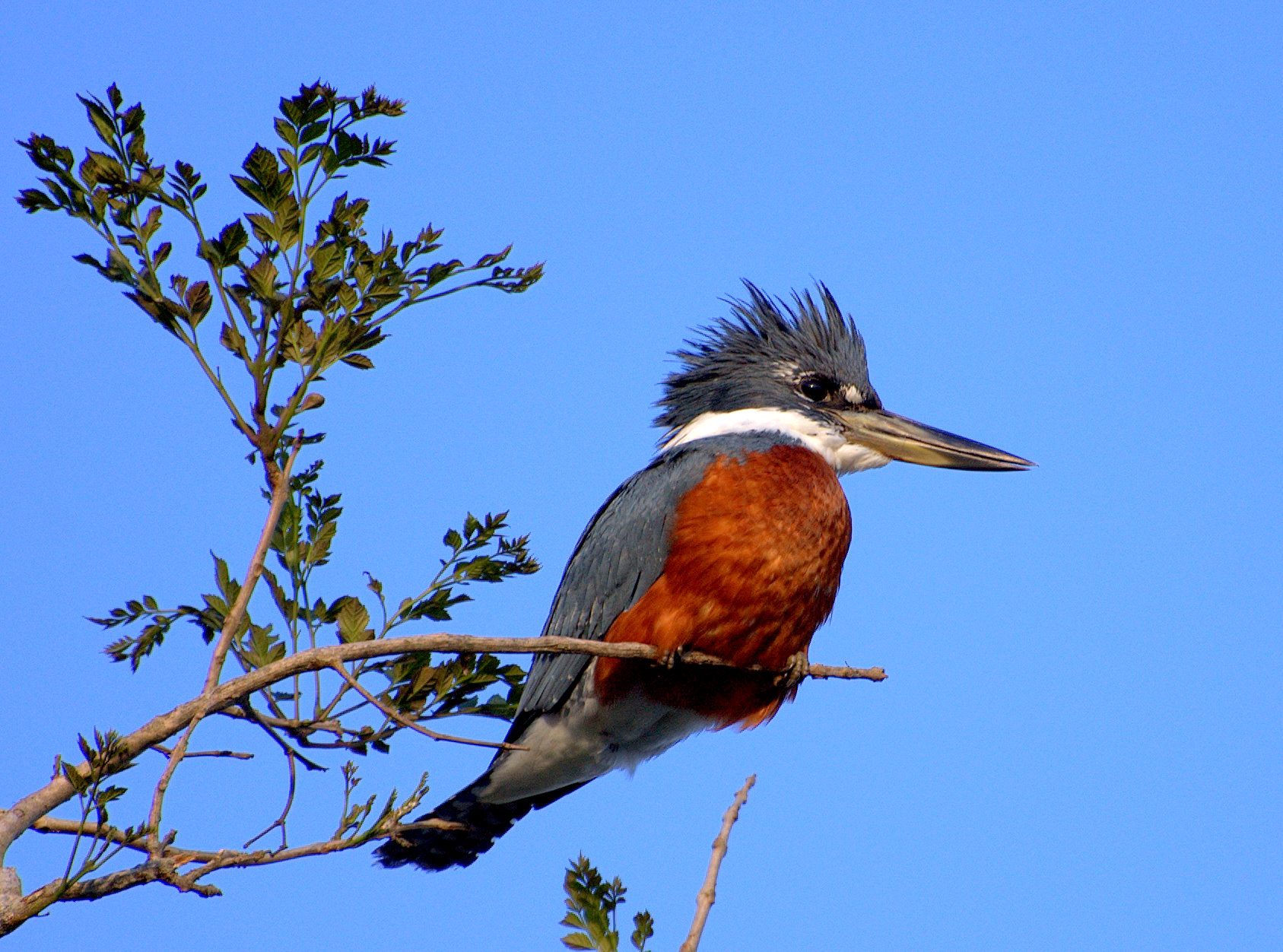
Rotbrustfischer (Männchen)

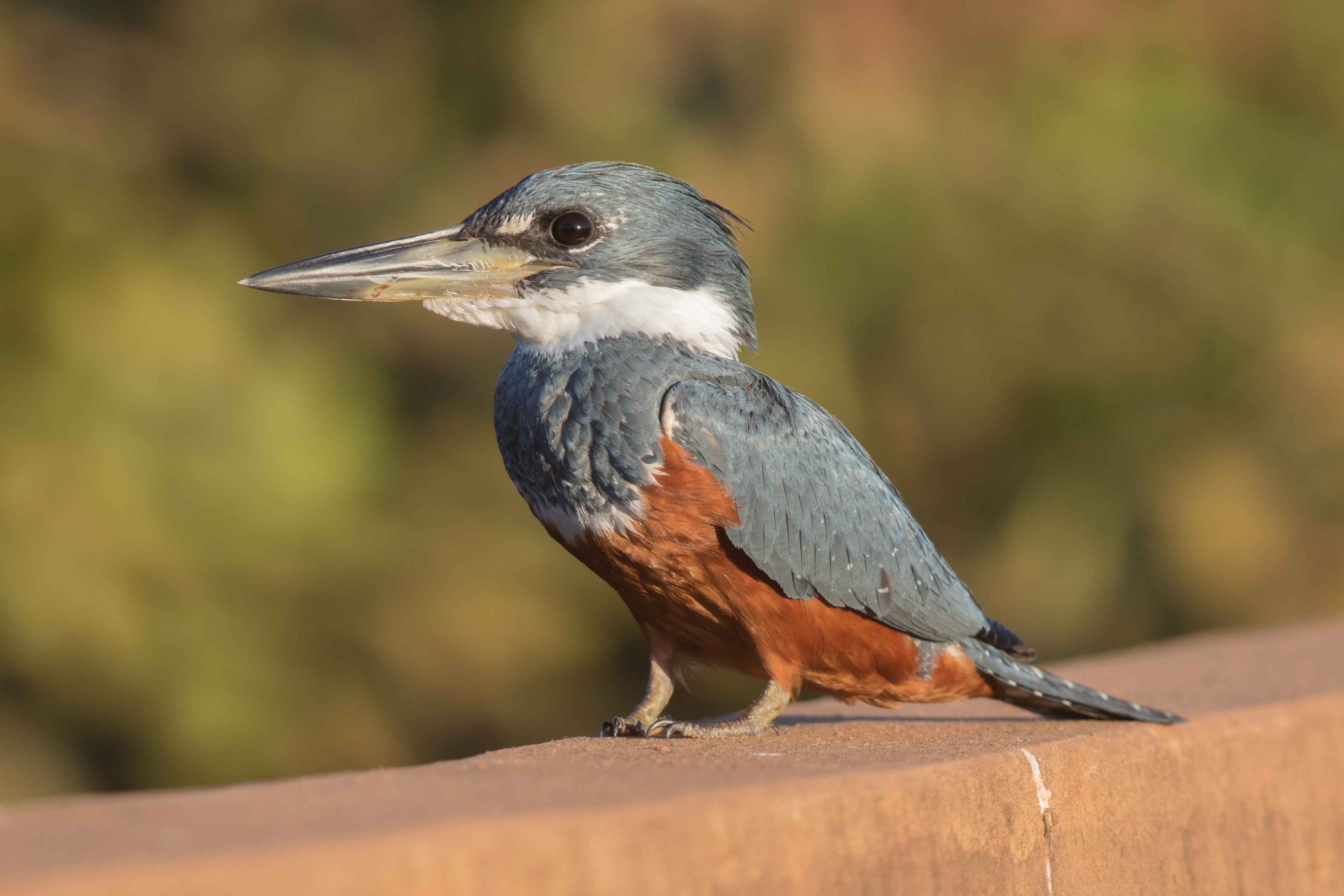
Rotbrustfischer (Weibchen)

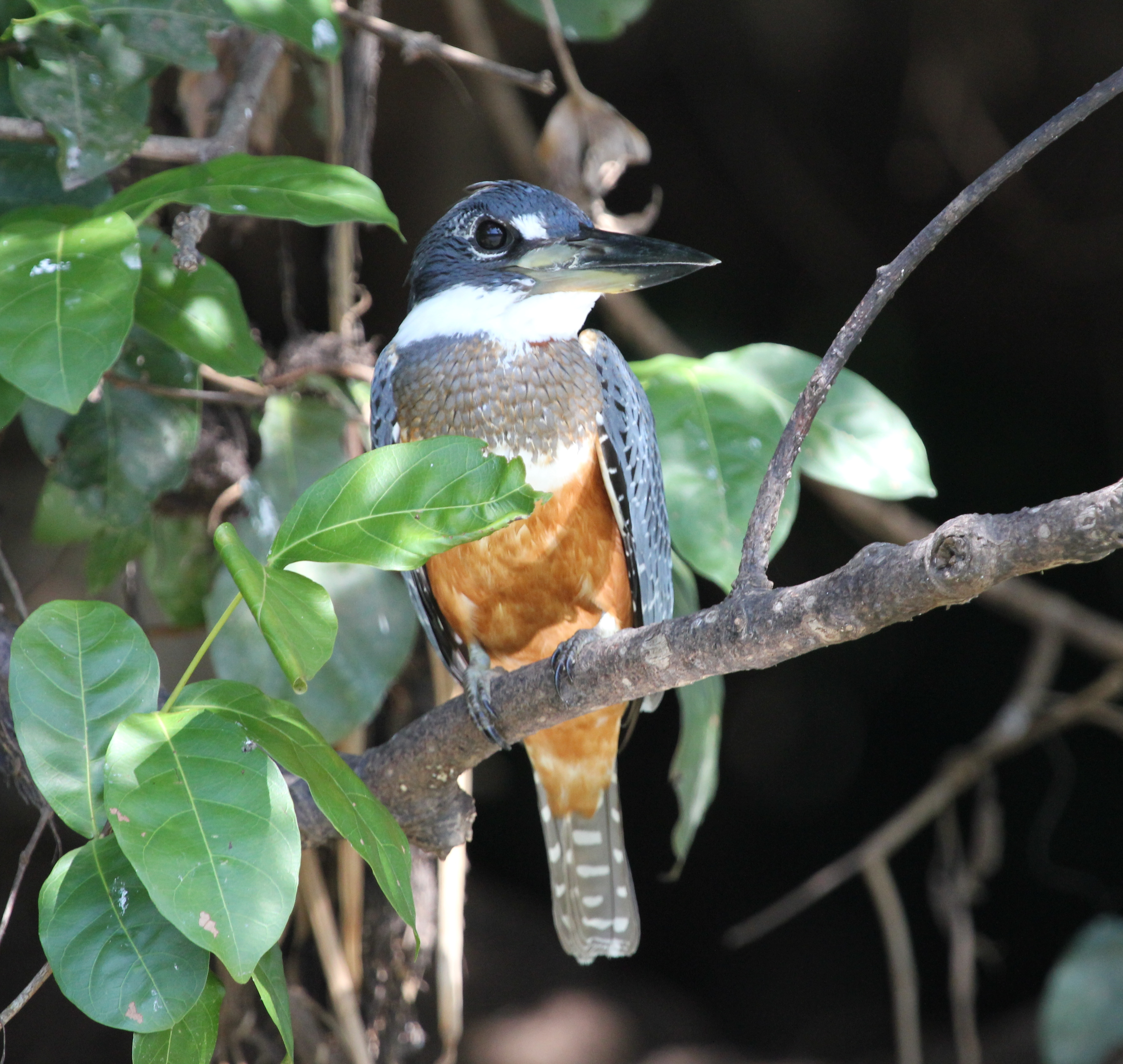
Juveniler weiblicher Rotbrustfischer mit unvollständiger Ausfärbung im Brustbereich

Der Rotbrustfischer gehört zu den größeren Eisvögeln und erreicht eine Größe von 40 cm. Seine Kopfoberseite und seine Flügel sind grau. Er trägt ein weißes Halsband. Seine Brust ist rötlich-orange. Das Männchen ist an seinem gezackten Kamm zu erkennen. Das Weibchen trägt im Gegensatz zum Männchen ein graues Brustband, das bauchseitig von einem schmalen weißen Ring begrenzt ist. Davon leitet sich sowohl das lateinische Artepitheton torquata als auch die englischsprachige Bezeichnung Ringed Kingfisher ab.
Eine geringfügige Verwechslungsmöglichkeit besteht mit dem Gürtelfischer (Megaceryle alcyon), der im Winter in den nördlichen Brutgebieten des Rotbrustfischers erscheint, doch ist dieser bedeutend kleiner und bis auf kleine rötlich-braune Gefiederabschnitte des Weibchens ventral nicht dominant rötlich-orange gefärbt.
Bis auf die ganz südlich brütenden Populationen, die im Winter nach Norden ausweichen, hält sich die Art während des gesamten Jahres im Brutgebiet auf.

## Vorkommen

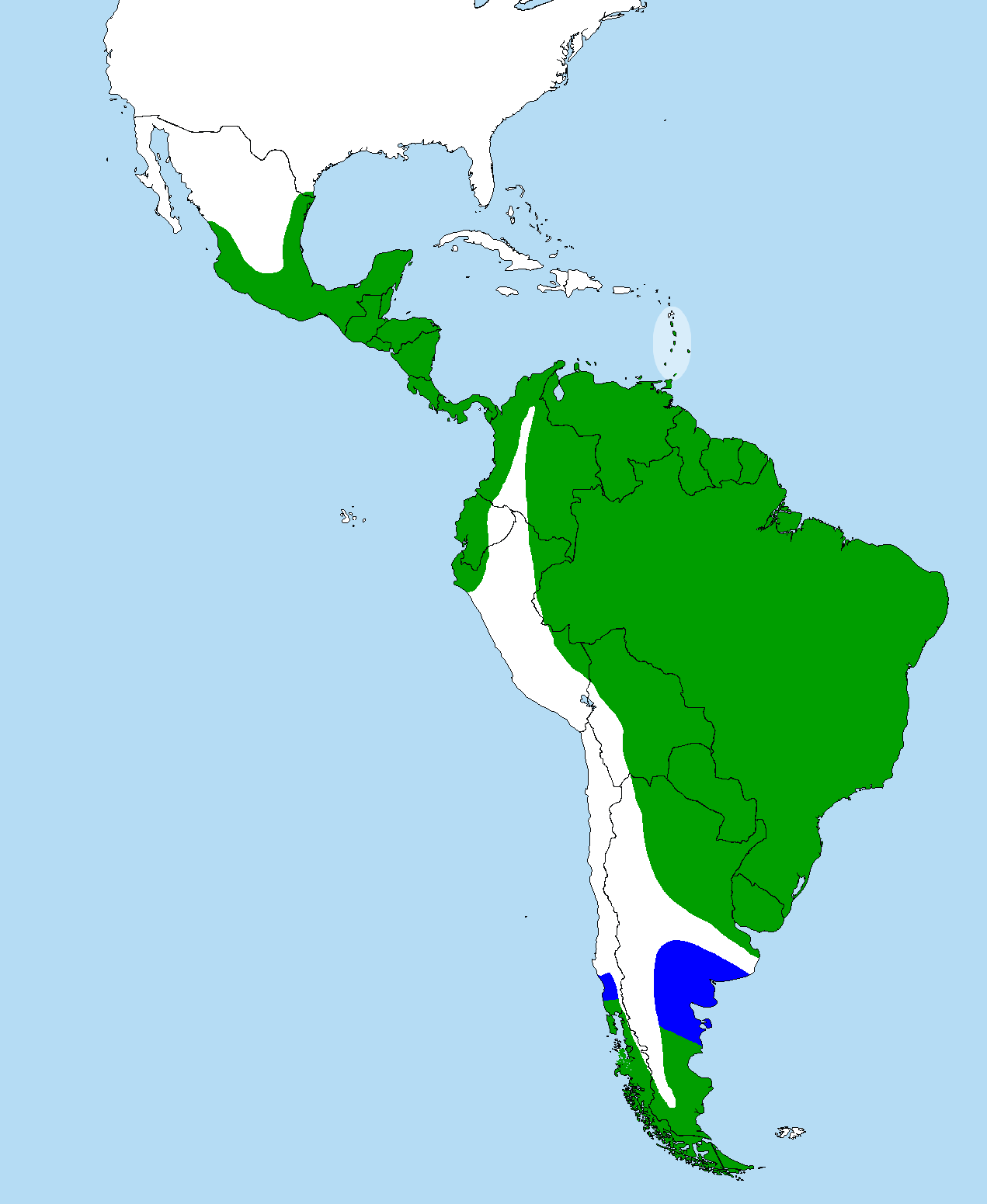
Verbreitungsgebiet (grün) des Rotbrustfischers
blau: Ausweichgebiete der südlichsten Populationen

Das Verbreitungsgebiet der Art reicht vom südlichen Patagonien und dem nördlichen Feuerland über weite Teile des südamerikanischen Kontinents bis in die südlichen Grenzbereiche der USA. In Südamerika sind nur der Andenhauptkamm, die Atacamawüste sowie Nordwestargentinien nicht von dieser Art besiedelt. Rotbrustfischer besiedeln unterschiedliche Lebensräume bis in Höhen von 1500 Metern. Bevorzugt werden bewaldete Flussufer an langsam fließenden Flüssen, ebenso solche an Seen; häufig ist die Art auch in Mangrovenwäldern, Flussmündungen, in den südlichen Verbreitungsgebieten auch an Fjorden zu finden. Sie scheut die Nähe des Menschen nicht und wird auch auf Reisfeldern, entlang von Bewässerungsgräben und Kanälen, gelegentlich sogar an Wasserflächen großer Parks beobachtet.

## Nahrung
Der Rotbrustfischer ernährt sich vorwiegend von Fisch; daneben spielen Amphibien und Reptilien eine geringere Bedeutung. Die meist recht großen Beutetiere (20 Zentimeter) werden von relativ hoch liegenden Ansitzen (5–10 Meter hoch) erjagt.

## Brutbiologie
Beide Partner graben eine bis zu 2,5 Meter lange Bruthöhle meist in Sandabbrüche entlang von Flüssen, gelegentlich aber auch in Erosionshalden oder Straßenböschungen, recht weit vom nächsten Flusslauf entfernt. Am Ende verbreitert sich die Niströhre zu einer Nisthöhle; die 3–6 Eier werden von beiden Eltern gebrütet. Beide Eltern versorgen die nach durchschnittlich 22 Tagen schlüpfenden Küken während der etwa 35 Tage währenden Nestlingszeit.

## Bestandssituation
Detaillierte Angaben zur Bestandssituation der Art fehlen. Hinweise auf überregional signifikante Bestandsveränderungen liegen nicht vor, sodass die Art nach IUCN mit LC = least concern / nicht bedroht eingestuft wird. Sehr grobe Schätzungen beziffern den Gesamtbestand mit 5–50 Millionen Individuen.